# お手火祭り
お手火祭り（おてびまつり）は、毎年7月第2土曜日に 広島県福山市鞆町後地の沼名前神社で行われる火祭り。1973年3月31日、福山市無形民俗文化財に指定。俗に、おてび、みこし洗い、おいでとも呼ばれる。
起源は不詳だが、神輿の棟札等から鎌倉時代には行われていたと推察されている。1573年から1592年まで行われた後、300年以上も中断されていたが、1917年に再興された。
元々は旧暦6月4日に行われていた。
手火には2種類あり、計3体の大手火（重さ約150キログラム、長さ約4メートル、径約1.2メートル）と、1体のみの神前手火（重さ30キログラム、長さ1.8メートル）がある。